# Adam Simac
Adam Simac (Ottawa, 9 de agosto de 1983) es un jugador profesional de voleibol canadiense, juego de posición central. 

## Palmarés

### Clubes
Campeonato de Austria:
- 2009

MEVZA:
- 2011
- 2012

Copa de Eslovenia:
- 2011, 2012

Campeonato de Eslovenia:
- 2011, 2012

Campeonato de Turquía:
- 2013

Campeonato de Suiza:
- 2014

### Selección nacional
Copa Panamericana:
- 2009
- 2011

Campeonato NORCECA:
- 2015
- 2013
- 2011

Juegos Panamericanos:
- 2015

## Premios individuales
- 2009: Mejor central Copa Panamericana